# Хайнрих III фон Бланкенбург
Хайнрих III фон Бланкенбург IV Млади (на немски: Heinrich III (IV) von Blankenburg; * пр. 1276; † сл. 8 октомври 1330) е граф на Бланкенбург в Харц.

## Произход
Той е син на граф Хайнрих II фон Бланкенбург († 1308/1311) и съпругата му Гербург (Гертруд) († 1310). Внук е на граф Зигфрид III фон Бланкенбург († сл. 1283) и Мехтилд фон Волденберг († сл. 1265/1269). Племенник е на Херман фон Бланкенбург, епископ на Халберщат (1296 – 1303), и Бурхард II фон Бланкенбург, архиепископ на Магдебург (1296 – 1305). Брат е на Зигфрид IV (VI) фон Бланкенбург († 1292), женен 1289 г. за Лутгард фон Вернигероде († сл. 1289), дъщеря на граф Конрад II фон Вернигероде.

## Фамилия
Хайнрих III фон Бланкенбург се жени ок. 28 септември 1296 г. за София фон Хонщайн († 15 юни 1322), дъщеря на граф Хайнрих III фон Хонщайн-Арнсберг-Зондерсхаузен († 1305) и Юта фон Равенсберг († 1305). Те имат децата:
- Гербург фон Бланкенбург († сл. 1322), омъжена пр. 1321 г. за Бурхард IX 'Млади' фон Шрапелау, господар на Ветин († сл. 1365)
- Попо I граф фон Бланкенбург († сл. 1367), граф на Бланкенбург, женен за Ода фон Вернигероде († сл. 1353), дъщеря на Конрад III фон Вернигероде
- Хайнрих IV фон Бланкенбург († сл. 1334), домхер в Магдебург (1318 – 1334), домхер в Хилдесхайм (1321 – 1324), катедрален кантор в Магдебург
- Зигфрид VII фон Бланкенбург († сл. 1322)
- Херман II фон Бланкенбург († 21 август 1364), домхер в Халберщат (1324 – 1349), архдякон във Видерщет (1341 – 1344), домхер в Оснабрюк (1341 – 1349), приор в Йехабург (1343 – 1357)